# Princeton, New Jersey
Princeton je naselje in občina s statusom mestnega volilnega okraja (borough) v okrožju Mercer ameriške zvezne države New Jersey. V sedanjih administrativnih mejah obstaja od leta 2013, ko sta bila združena nekdanji volilni okraj Princeton in istoimenska mestna občina (township) v enotno občino. Nekdanji občini sta imeli po popisu leta 2010 skupaj 28.572 prebivalcev.
Stoji v osrednjem delu zvezne države, na približno enaki oddaljenosti od New Yorka in Filadelfije ter ob pomembnih prometnicah, ki vodijo v ti dve metropoli. Blizu je tudi Trenton, glavno mesto New Jerseyja.
Naselje samo je nastalo še pred ameriško revolucijo kot Stony Brook. Med vojno za neodvisnost je v bližini januarja 1777 potekala bitka pri Princetonu, v kateri so revolucionarji pod poveljstvom Georgea Washingtona dosegli manjšo zmago, ki je pomembno prispevala k morali upornikov in umiku Britancev iz južnega New Jerseyja.
Mesto je zdaj znano zlasti kot sedež elitne Univerze Princeton, ki se je sem preselila leta 1747 in uveljavila kraj kot kulturno središče. Tu je tudi Inštitut za napredni študij, kjer je ob koncu življenja deloval Albert Einstein.